# Paio Soares da Maia
Paio Soares da Maia, (fl. 1129), foi um dos filhos de Soeiro Mendes da Maia o Bom e de Gontrode Moniz.[a] Rico-homem do Reino de Portugal, foi um personagem importante na corte do conde Henrique de Borgonha, mordomo-mor em 1097, alcaide de Montemor em 1099 e da Maia em 1110–1128.  Também foi o alferes de Teresa de Leão, condessa de Portugal, em 1124. Foi erradamente apelidado Zapata.[a]

## Primeiros anos e entrada na corte
Paio era filho do magnate Soeiro Mendes da Maia e de sua esposa Gontrode Moniz. Pouco se sabe sobre os seus primeiros anos. A grande confiança que os condes Henrique de Borgonha e Teresa de Leão (pais de Afonso Henriques), depositavam no seu pai, tendo-lhe inclusive deixado a administração do condado em algumas das suas ausências, fez com que Paio fosse cedo nomeado para um alto cargoː ainda em vida do seu pai, exerceu o importante cargo de primeiro Mordomo-mor em 1097, imediatamente após a instituição do Condado Portucalense, em 1096.

### A mordomia e a alferesia
Em 1097, Paio inaugura, de facto, o cargo de mordomo, pois é o primeiro documentado com essa nomeação. Contudo, apenas se documenta com essa posição em 1097, pelo que, se não o abandonou nesse mesmo ano, pouco tempo terá ficado, pois em 1105 o mordomo era já outroː Pedro Pais da Silva.
Apesar de abandonar o cargo, não deixou a corteː participou em várias ações guerreiras dos condes portucalenses, e confirmou os forais de Sátão e Soure, em 1111. Morto o conde Henrique no ano seguinte, o prestígio alcançado no seu governo não decresce, muito pelo contrário: Paio recupera a sua proeminência quando foi nomeado, pela condessa viúva Teresa, como Alferes-mor em 1122. Uma vez mais, apenas se documenta com o cargo nesse ano, mas sabe-se que não abandonou a corte.

## A chefia da família
Entre a assunção de ambos os cargos, em 1108, faleceu o seu pai, Soeiro Mendes da Maia. Paio, como filho primogénito, sucedeu ao pai na chefia da família da Maia e no governo da terra homónima, que se estendia sensivelmente entre os rios Douro ao Ave. Terá sido também conde em Santarém.

## O governo de Teresa e as vésperas de São Mamede
Na questão suscitada entre os bispos do Porto e de Coimbra sobre a Diocese de Lamego, que se unira ao Porto, embora sob jurisdição de Coimbra, e que foi levada ao Papa Pascoal II, a notoriedade de Paio está patente, pois ajudou à concórdia das partes, o que pode significar que, como Egas Gondesendes II de Baião, terá sido possivelmente um dos três aristocratas da corte condal que então receberam carta papal, para além da própria condessa. A contenda resolveu-se parcialmente, a favor de Coimbra, graças à intervenção dos três nobres.
Contudo, não foi uma solução definitiva, até porque, em 1122, o conflito renasce entre os bispos do Porto e Coimbra, e Egas Gondesendes interfere novamente, junto à condessa e outros aristocratas portucalenses.
Na corte, Teresa enfrentava uma discórdia com a irmã, a rainha Urraca de Leão e Castela, pelas tentativas que a condessa fazia para duplicar os seus territórios para leste, confirmadas por um tratado entre ambas, em 1123. Alguns nobres partilhavam terras reconhecidas por esse tratado à que desde 1116 se intitulava rainha dos portugalenses.

#### A ascensão de Afonso VII de Leão e o enfraquecimento de Teresa
Porém, por morte de Urraca de Leão em 1126, sucede-lhe no trono Afonso VII, o qual readopta o título de imperador de toda a Hispânia do avô, procurando a vassalagem dos demais reinos, incluindo entre eles também o Condado Portucalense, que há muito demonstrava tendências autonomistas. 

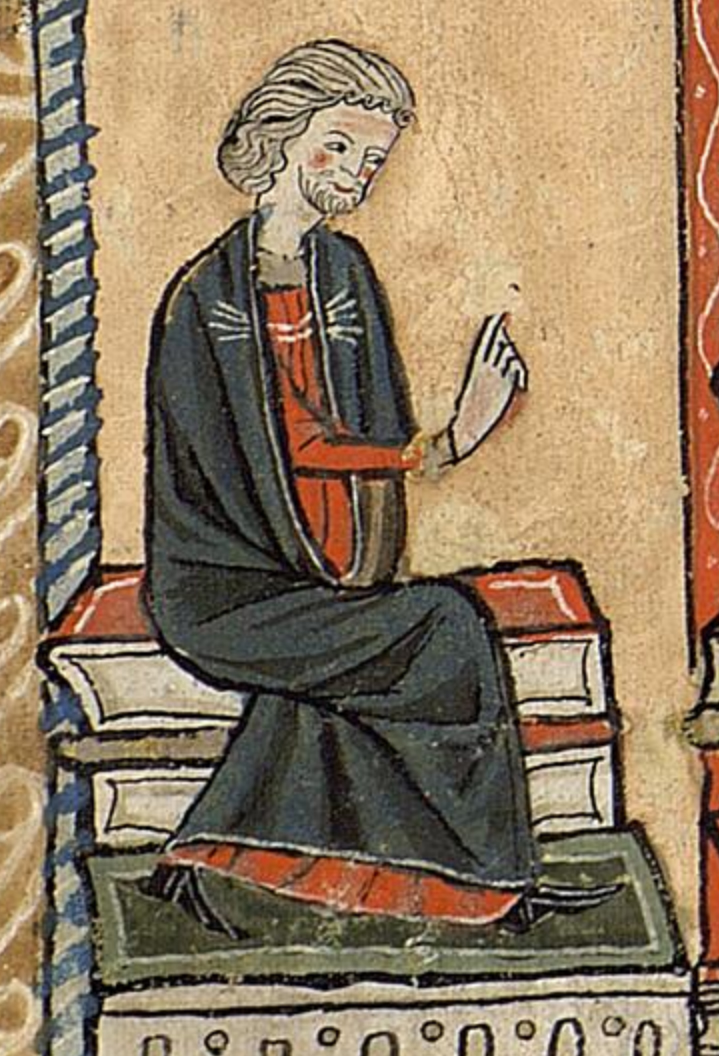
Bermudo Peres de Trava

Tudo mudaria em Portugal com a entrada de dois magnates galegos, irmãos: Bermudo Peres de Trava e Fernão Peres de Trava. A influência que passaram a exercer na rainha de Portugal foi forte o suficiente para, no caso de Bermudo, desposar uma das infantas, Urraca Henriques, e no caso de Fernão, manter uma proximidade maior com a condessa, de quem terá tido inclusive descendência.
Ambos pareciam ser interventores dos dirigentes galegos Pedro Froilaz de Trava (pai dos dois magnates) e Diego Gelmírez, Arcebispo de Santiago, interessados em travar a marcha da libertação portuguesa pela qual a rainha, que até então se batera ferozmente, se deixava enredar neste ardil. A influência que passaram a exercer na rainha de Portugal foi de facto forte o suficiente para afastar magnates de confiança de então, como Egas Moniz, o Aio, dos seus cargos, afastamento provado pelo facto de Egas Moniz, importante homem de confiança de Teresa e do seu então falecido esposo, o conde Henrique de Borgonha, passara a estar submetido em termos governativos, a Fernão Peres, que o substituíra na tenência de Coimbra, e o mesmo com Bermudo Peres, que assumira as de Viseu e Seia.

## O confronto de São Mamede e consequências

### A educação do herdeiro Afonso e as primeiras revoltas
Egas Moniz, o Aio era o magnate que por vontade dos condes, se encarregava da educação do então herdeiro, o infante Afonso. O infante crescia “em idade e boa índole” por educação do seu Aio, que amiúde lhe deve ter pintado a sujeição em que Portugal ia recuando no caminho da libertação quase conseguida, a dependência cada vez maior dos galegos a que Portugal se sujeitava na pessoa da sua rainha. O infante que Egas criara e agora incitava à revolta, apesar da ainda curta idade, era, desta forma, também afetado pela vinda dos magnates galegos, que lhe passaram a ser apresentados como os seus inimigos e os que mais ameaçavam a sua herança.
Com efeito, Afonso Henriques mostra a sua rebeldia contra a mãe nos inícios de dezembro de 1127, na carta de couto à ermida de S. Vicente de Fragoso; no próprio documento surge como “conde de Neiva” (ou “tenente de S. Martinho”) e surgem a apoiá-lo: o conde Afonso (que seria provavelmente sogro de Egas Moniz), Lourenço (que poderia já ser o seu filho mais velho) e outros. Em maio do ano seguinte, Egas Moniz volta a apoiar novas rebeldias do seu pupilo (como o foral a Constantim de Panoias, e talvez a doação de Dornelas à Ordem do Hospital), tendo anteriormente, por exigência de situações delicadas dos rebeldes, levado o pupilo a reconciliações fingidas com a mãe.
Por ideais da estirpe, tão agitadas no seu sobrinho, o arcebispo bracarense Paio Mendes da Maia, seguiu naturalmente o partido de Afonso Henriques contra Teresa e os galegos.

### A luta pela independência

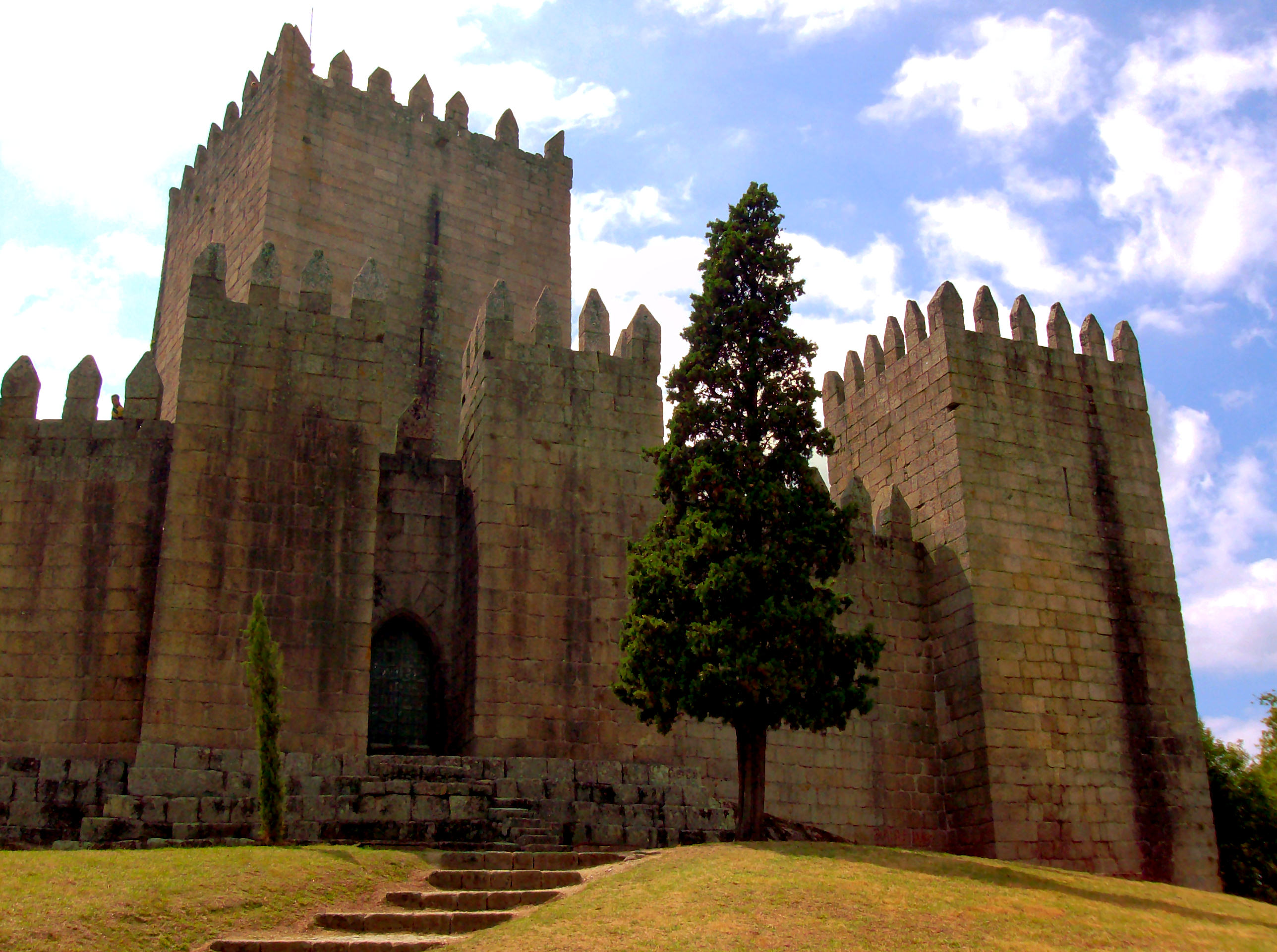
O Castelo de Guimarães, junto ao qual se travou uma das mais importantes batalhas da resistência portuguesa.

A mais flagrante das investidas contra a suserania leonesa dá-se em março (ou inícios de abril) de 1128, forçada pela vinda a Portugal do Imperador Afonso VII em pessoa. Este havia preparado a sua viagem pré-nupcial a Barcelona por mar, para se casar, e desejara uma solução pacífica para o conflito português. Partiu, assim, para o seu destino, do qual não regressaria antes de novembro de 1128, uma vez que entre Barcelona e Leão-Castela se encontrava Aragão, governado pelo padrasto e um dos seus maiores adversários, Afonso O Batalhador.
Os rebeldes aproveitam a ocasião: em maio, estão com Egas Moniz em rebeldia definitiva contra a rainha Teresa. Egas Moniz retirara-se para reunir um exército nas suas terras, com o qual interviria na batalha, que se trava junto ao Castelo de Guimarães, o foco dos revoltosos, no dia de S. João de 1128, batalha que ficaria conhecida como a célebre Batalha de São Mamede. Diz-se que o infante fora batido, e ia fugindo dos campos quando encontra Egas Moniz à testa das suas gentes de armas: ambos vão sobre os “estrangeiros”, que dizem “indignos”, e “esmagam-nos”.
Apesar de lidar com Aragão, nada impediu Afonso VII de combater Portugal: protegendo-se de Aragão, mas pretendendo uma ofensiva na frente ocidental de guerra, trava a “batalha” de Arcos de Valdevez (ou da Veiga da Matança, nome que ainda perdura), provavelmente no final de 1128 ou no início de 1129. Infelizmente, Afonso Henriques e Egas Moniz não conseguiram conter o avanço do Imperador e retiraram-se para Guimarães com a grande nobreza: os irmãos Gonçalo Mendes de Sousa e Soeiro Mendes de Sousa; Garcia, Gonçalo, Henrique e Oveco Cendones; Mem Moniz de Riba Douro e Ermígio Moniz de Riba Douro, irmãos de Egas; Egas Gosendes de Baião; o conde Afonso; os filhos mais velhos do Aio (Lourenço, Ermígio e Rodrigo Viegas), e outros, como Garcia Soares, Sancho Nunes, Nuno Guterres, Nuno Soares, Mem Fernandes, Paio Pinhões, Pero Gomes, Mem Pais, Romão Romanes, Paio Ramires, Mem Viegas, e Gueda Mendes.
A situação dos sitiados é precária, mas Afonso Henriques atua com os seus nobres: Paio é um deles e está ao lado dos sobrinhos, Soeiro Mendes e Gonçalo Mendes da Maia, além do irmão destes, Paio Mendes, arcebispo de Braga.
Mas contrariamente ao que se costuma relatar, apesar de, Afonso Henriques nunca foi pressionado para cumprir a palavra dada ao Imperador; aliás essa promessa dos nobres é imediatamente quebrada em 1130 com a invasão da Galiza, travando-se a Batalha de Cerneja (1137), da qual saem vitoriosos os portucalenses. Afonso VII não pôde conter as invasões dadas as querelas com o padrasto em Aragão.

## Últimos anos
Também imediatamente após o prélio acompanha o infante nas suas lutas e dá confirmação aos atos do seu governo, entre estes, em setembro de 1128, a doação do couto de Coja ao bispo de Coimbra, e em dezembro de 1128 nova doação ao mesmo bispo de bens em São Pedro do Sul. 
Logo em 1128, quando Afonso Henriques confirma o foral dado a Guimarães pelos pais, Paio era, na verdade, um dos burgueses que comigo suportaram o mal e o sacrifício em Guimarães, cujos privilégios incluíamː nunca dêem fossadeira das suas herdades e o seu haver onde quer que seja esteja a salvo e quem o tomar por mal pague-me 60 soldos e dê, além disso, o haver em dobro ao seu dono.
Paio desaparece da documentação curial e na geral em 1129, podendo ter falecido pouco depois.

## Morte
Paio terá falecido relativamente cedo, uma vez que à data da sua morte, em 1129, os seus filhos seriam provavelmente ainda novos, e só começam a entrar na cena política muito depois: é o caso do seu filho Pedro Pais, que só surge por volta de 1147, isto é, quase vinte anos depois da morte do pai..

## Matrimónio e descendência
Paio desposou, por volta de 1120, com Châmoa Gomes de Pombeiro,[b] filha do importante magnate galego Gomes Nunes de Pombeiro, de quem teve:
- Pedro Pais da Maia (fl. 1147-1186) o Alferes, casado com Elvira Viegas de Ribadouro, filha de Egas Moniz, o Aio e de Teresa Afonso.[10][1]
- Paio Pais Zapata (morto em 1163), sem descendência, enterrado no Mosteiro de Santo Tirso.[1][10]
- Ximena Pais da Maia, casou com Gonçalo Pais Curvo,[10] filho de Paio Curvo de Toronho.